# Agència (filosofia)
L'agència és la capacitat d'un actor d'actuar en un entorn determinat.
En sociologia, un agent és un individu enllaçat amb l'estructura social. No obstant això, la primacia de l'estructura social enfront de la capacitat individual pel que fa a les accions de les persones es debat dins de la sociologia. Aquest debat es refereix, almenys en part, al nivell de reflexivitat que pot tenir un agent.
L'agència es pot classificar com a conducta inconscient, involuntària o com a activitat dirigida a un propòsit (acció intencionada). Normalment, un agent té algun tipus de consciència immediata de la seva activitat física i dels objectius que l'activitat pretén assolir. En "acció dirigida a un objectiu", un agent implementa una mena de control directe o guia sobre el seu propi comportament.

## Agència humana
L'agència es contrasta amb els objectes que reaccionen a forces naturals que impliquen només processos deterministes irreflexius. En aquest sentit, l'agència és subtilment diferent del concepte de lliure albir, la doctrina filosòfica que les nostres eleccions no són producte de cadenes causals, sinó que són significativament lliures o indeterminades. L'agència humana implica l'afirmació que els humans de fet prenen decisions i les exerceixen al món. Com els humans arriben a prendre decisions, per lliure elecció o altres processos, és un altre tema.
La capacitat d'un ésser humà d'actuar com a agent és personal d'aquest humà, encara que es pot pensar que les consideracions dels resultats que deriven d'actes particulars d'agència humana per a nosaltres i els altres inverteixen un component moral en una situació determinada en què un agent ha actuat, i per tant, implica l'agència moral. Si una situació és la conseqüència de la presa de decisions humanes, les persones poden tenir el deure d'aplicar judicis de valor a les conseqüències de les seves decisions, i es considera que són responsables d'aquestes decisions. L'agència humana dona dret a l'observador a preguntar si això hauria passat d'una manera que no tindria sentit en les circumstàncies en què no hi ha persones responsables de prendre decisions, per exemple, l'impacte del cometa Shoemaker–Levy sobre Júpiter.

### En filosofia
La disciplina filosòfica encarregada d'estudiar l'agència és la teoria de l'acció. En certes tradicions filosòfiques (en particular les establertes per Hegel i Marx), l'agència humana és una dinàmica històrica col·lectiva, més que una funció que sorgeix del comportament individual. El Geist de Hegel i la classe universal de Marx són expressions idealistes i materialistes d'aquesta idea dels humans tractats com a éssers socials, organitzats per actuar de manera concertada. Hi ha un debat filosòfic en curs, derivat en part de les obres de Hume, entre determinisme i indeterminació.
L'estructura i l'agència formen un debat central de llarga durada en sociologia. Essencialment, el mateix que en la concepció marxista, "agència" es refereix a la capacitat dels individus d'actuar de manera independent i de prendre les seves pròpies eleccions lliures, basades en la seva voluntat, mentre que "estructura" es refereix a aquests factors (com la classe social, però també religió, gènere, ètnia, subcultura, etc.) que semblen limitar o influir en les oportunitats que tenen els individus.

### En altres ciències
Altres nocions d'agència han sorgit en l'àmbit de l'economia/gestió, la psicologia i la cibernètica social:

#### En economia (teoria del contracte)
L'agència econòmica és un instrument intern mitjançant el qual les influències externes operen de manera mecànica en l'acció. Els esdeveniments de l'agència interna són un reflex de l'impacte dels entorns externs dels quals s'ignoren els atributs causals, i l'autosistema és simplement un dipòsit i un conducte per a les forces ambientals.

#### En psicologia
El terme d'agència utilitzat en diferents camps de la psicologia amb diferents significats. Pot referir-se a la capacitat de reconèixer agents o atribuir agència a objectes basant-se en indicis o principis perceptius simples, per exemple, el principi de racionalitat, que sosté que les accions eficients dirigides a un objectiu i sensibles al context són les característiques crucials dels agents. Aquest tema és investigat a fons pels psicòlegs del desenvolupament i comparats per entendre com un observador és capaç de diferenciar les entitats agentives dels objectes inanimats, però també es pot relacionar amb el terme d'agència intel·ligent autònoma utilitzat en cibernètica. L'agència també pot implicar el sentit d'agència, és a dir, la sensació de tenir el control.
L'agència interactiva d'emergència defineix la visió de Bandura de les agències, on l'agència humana es pot exercir mitjançant l'agència personal directa. Bandura formula la seva visió de l'agència com a sociocognitiva, on les persones s'autoorganitzen, proactiven, s'autoregulen i participen en l'autoreflexió, i no són només organismes reactius modelats i pastoreats per esdeveniments externs. Les persones tenen el poder d'influir en les seves pròpies accions per produir determinats resultats. La capacitat d'exercir control sobre els processos de pensament, la motivació, l'afecte i l'acció d'un mateix opera mitjançant mecanismes d'agència personal. Aquestes agències són emergents i interactives, apliquen perspectives de cognició social i fan contribucions causals a les seves pròpies motivacions i accions utilitzant la "causalitat recíproca ".

#### En cibernètica social
L'agència autònoma és capaç d'abraçar els conceptes tant d'agència econòmica com d'agència interactiva emergent. Un sistema autònom és autodirigit, funciona en entorns interactius i està influenciat per aquests. Normalment, té la seva pròpia dinàmica immanent que incideix en la forma en què interactua. També és adaptable i (per tant, viable, tenint una existència duradora), proactiu, autoorganitzat, autoregulador, etc., participa en la creació del seu propi comportament i contribueix a les seves circumstàncies vitals mitjançant la funcionalitat cognitiva i cultural. L'agència autònoma també pot estar preocupada per la relació entre dues o més agències en una relació mútua entre elles i els seus entorns, amb imperatius per al comportament d'una agència en un context interactiu a causa d'atributs emergents immanents.

#### En economia política
L'agència humana es refereix a la capacitat de donar forma a la pròpia vida i es poden diferenciar algunes dimensions. L'agència individual es reflecteix en les eleccions individuals i la capacitat d'influir en les condicions de vida i les possibilitats d'un. L'agència individual difereix fortament dins de la societat per edat, gènere, ingressos, educació, estat de salut personal, posició a les xarxes socials i altres dimensions. L'agència col·lectiva es refereix a situacions en què les persones posen en comú els seus coneixements, habilitats i recursos, i actuen conjuntament per donar forma al seu futur. L'agència quotidiana es refereix a les eleccions del consumidor i al dia, i finalment l'agència estratègica es refereix a la capacitat d'afectar el canvi més ampli del sistema. Els enfocaments de l'economia política es poden utilitzar per conceptualitzar el sistema de regles que permet o limita l'agència, que constitueix la "gramàtica" de l'acció social i que és usat pels actors per estructurar i regular les seves transaccions entre si en situacions o àmbits d'activitat definits.

## Estructura i agència (sociologia)
A les ciències socials hi ha un debat permanent sobre la primacia de l'estructura o agència en la configuració del comportament humà. L'estructura són els patrons recurrents que influeixen o limiten les opcions i oportunitats disponibles. L'agència és la capacitat dels individus d'actuar de manera independent i de prendre les seves pròpies eleccions lliures. El debat estructura versus agència es pot entendre com una qüestió de socialització contra l'autonomia a l'hora de determinar si un individu actua com a agent lliure o d'una manera dictada per l'estructura social.

#### Estructura, socialització i autonomia
El debat sobre la primacia de l'estructura o de l'agència es relaciona amb una qüestió al cor de la teoria sociològica clàssica i contemporània: la qüestió d'l'ontologia social: "De què està fet el món social?" "Què és una causa del món social i què és un efecte?" "Les estructures socials determinen el comportament d'un individu o l'agència humana?"
Els funcionalistes estructurals com Émile Durkheim veuen que l'estructura i la jerarquia són essencials per establir l'existència mateixa de la societat. Els teòrics com Karl Marx, en canvi, subratllen que l'estructura social pot actuar en detriment de la majoria dels individus d'una societat. En ambdós casos, "estructura" pot referir-se a quelcom tant material (o " econòmic ") com cultural (és a dir, relacionat amb normes, costums, tradicions i ideologies).
Alguns teòrics plantegen que el que coneixem com la nostra existència social està determinat en gran manera per l'estructura global de la societat. L'agència percebuda dels individus també es pot explicar principalment pel funcionament d'aquesta estructura. Els sistemes teòrics alineats amb aquesta visió inclouen:
- estructuralisme
- algunes formes de funcionalisme
- marxisme

Totes aquestes escoles en aquest context es poden veure com a formes d'holisme – la noció que "el tot és més gran que la suma de les seves parts".
D'altra banda, altres teòrics subratllen la capacitat dels "agents" individuals per construir i reconstruir els seus mons. En aquest sentit, l'individu pot ser vist com més influent que el sistema. Els sistemes teòrics alineats amb aquesta visió inclouen:
- individualisme metodològic
- fenomenologia social
- interaccionisme
- etnometodologia

Finalment, una tercera opció, presa per molts teòrics socials moderns, [2] intenta trobar un punt d'equilibri entre les dues posicions anteriors. Consideren l'estructura i l'agència com a forces complementàries – L'estructura influeix en el comportament humà i els humans són capaços de canviar les estructures socials que habiten. L'estructuració és un exemple destacat d'aquesta visió.
El primer enfocament (emfatitzant la importància de l'estructura social) va dominar a la sociologia clàssica. Els teòrics van veure aspectes únics del món social que no es podien explicar simplement per la suma dels individus presents. Durkheim creia fermament que el col·lectiu tenia propietats emergents pròpies i va veure la necessitat d'una ciència que s'ocupés d'aquesta emergència. El segon enfocament (individualisme metodològic, etc.), però, també té una posició ben consolidada en les ciències socials. Molts teòrics segueixen encara aquest curs (els economistes, per exemple, tendeixen a ignorar qualsevol tipus d'holisme).
El debat central, per tant, enfronta els teòrics compromesos amb les nocions d'holisme metodològic amb els compromesos amb l'individualisme metodològic. La primera noció, l'holisme metodològic, és la idea que els actors estan socialitzats i integrats en estructures i institucions socials que restringeixen, o permeten i, en general, configuren les disposicions i les capacitats dels individus cap a l'acció, i que aquesta estructura social s'ha de prendre com a primària i més significativa. La segona noció, l'individualisme metodològic, és la idea que els actors són els elements teòrics i ontològics centrals dels sistemes socials, i l'estructura social és un epifenomen, resultat i conseqüència de les accions i activitats dels individus que interactuen.

#### Els principals teòrics
Georg Simmel (1858–1918) va ser un de la primera generació de sociòlegs no positivistes alemanys. Els seus estudis van ser pioners en els conceptes d'estructura social i agència. Les seves obres més famoses avui inclouen La metròpoli i la vida mental i La filosofia dels diners .
- Norbert Elias (1897–1990) va ser un sociòleg alemany el treball del qual es va centrar en la relació entre poder, comportament, emoció i coneixement al llarg del temps. Va donar forma significativa al que s'anomena sociologia de processos o sociologia figurativa .
- Talcott Parsons (1902–1979) va ser un sociòleg nord-americà i el principal teòric de la teoria de l'acció (anomenada de manera enganyosa "funcionalisme estructural") en sociologia dels anys 30 als Estats Units. Els seus treballs analitzen l'estructura social però en termes d'acció voluntària i mitjançant patrons d'institucionalització normativa mitjançant la codificació de la seva gestalt teòrica en un marc teòric de sistemes basat en la idea de sistemes vius i jerarquia cibernètica. Per a Parsons no hi ha cap problema d'estructura-agència. És un pseudo-problema. El seu desenvolupament de l'estructura d'acció mitjans-fins de Max Weber es resumeix en Acció instrumental i valor-racional
- Pierre Bourdieu (1930–2002) va ser un teòric francès que va presentar la seva teoria de la pràctica sobre la comprensió dicotòmica de la relació entre agència i estructura en un gran nombre de publicacions, començant amb An Outline of the Theory of Practice el 1972, on va presentar el concepte d'habitus.[cal citació] El seu llibre Distinction: A Social Critique of the Judgment of Taste (1979), va ser nomenat com una de les 10 obres de sociologia més importants del segle XX per l'Associació Internacional de Sociologia.[10] Els conceptes clau en l'obra de Bourdieu són habitus, camp i capital. L'agent es socialitza en un "camp", un conjunt evolutiu de rols i relacions en un domini social, on hi ha en joc diverses formes de "capital" com el prestigi o els recursos financers. A mesura que l'agent s'adapta als seus rols i relacions en el context de la seva posició en el camp, interioritza les relacions i les expectatives per operar en aquest domini. Aquestes relacions interioritzades i les expectatives i relacions habituals formen, amb el temps, l'habitus. El treball de Bourdieu intenta conciliar estructura i agència, ja que les estructures externes s'internalitzen a l'habitus mentre que les accions de l'agent exterioritzen les interaccions entre els actors a les relacions socials del camp. La teoria de Bourdieu, doncs, és una dialèctica entre “exterioritzar allò intern”, i “interioritzar allò extern”.
- Peter L. Berger i Thomas Luckmann a la seva construcció social de la realitat (1966)[11] van veure la relació entre estructura i agència com a dialèctica. La societat forma els individus que creen la societat – formant un bucle continu.[12]
- El sociòleg James Samuel Coleman va dibuixar cèlebrement el vincle entre els fenòmens macrosociològics i el comportament individual en el que comunament es coneix com el vaixell de Coleman.[13] Un fenomen de nivell macro es descriu com l'instigació d'accions particulars per part dels individus, que es tradueix en un fenomen de nivell macro posterior. D'aquesta manera, l'acció individual es fa en referència a una estructura macrosociològica, i aquesta acció (de molts individus) provoca un canvi en aquesta macroestructura. Tenia un problema de comportament en molts àmbits de la seva ment i això el va fer "tornar boig" com deien els seus col·legis i després va morir en saltar d'un edifici en un esforç per escapar de les autoritats.
- La sociologia contemporània s'ha orientat generalment cap a una conciliació de l'estructura i l'agència com a conceptes. Anthony Giddens ha desenvolupat la teoria de l'estructuració en obres com The Constitution of Society (1984).[14] Presenta un intent desenvolupat d'anar més enllà del dualisme d'estructura i agència i defensa la "dualitat de l'estructura" – on l'estructura social és alhora el mitjà i el resultat de l'acció social, i els agents i les estructures com a entitats mútuament constitutives amb un "estatus ontològic igual".[12] Per a Giddens, la interacció comuna d'un agent amb l'estructura, com a sistema de normes, es descriu com a estructuració. El terme reflexivitat s'utilitza per referir-se a la capacitat d'un agent per alterar conscientment el seu lloc en l'estructura social; per tant, es podria dir que la globalització i l'aparició de la societat "post-tradicional" permeten una "més reflexivitat social". Les ciències socials i polítiques són, doncs, importants perquè el coneixement social, com a autoconeixement, és potencialment emancipador.[15]
- Klaus Hurrelmann: El seu accés a la investigació sobre estructura i agència es caracteritza per la teoria de la socialització. El centre de la teoria és la interacció de tota la vida entre l'individu i el seu anhel de llibertat i autonomia, i la societat amb la seva pressió d'ordre i estructura. Tal com afirma en el seu "Model de processament productiu de la realitat (PPR)", la personalitat "no forma independentment de la societat cap de les seves funcions o dimensions sinó que s'està configurant contínuament, en un món de vida concret i històricament vehiculat, a tot l'espai. de la vida”.[16] El model PPR situa el subjecte humà en un context social i ecològic que ha de ser absorbit i processat subjectivament. L'ésser humà com a subjecte autònom té la tasca de tota la vida d'harmonitzar els processos d'integració social i d'individualització personal. Aquesta tasca es domina en passos específics que són típics de l'edat respectiva i de l'etapa de desenvolupament aconseguida ("tasques de desenvolupament").[17]
- Roberto Unger: El teòric social i filòsof jurídic Roberto Mangabeira Unger va desenvolupar la tesi de la capacitat negativa per abordar aquest problema de l'agència amb relació a l'estructura. En el seu treball sobre la falsa necessitat – o teoria social antinecessària – Unger reconeix les limitacions de l'estructura i la seva influència modeladora sobre l'individu, però al mateix temps troba que l'individu és capaç de resistir, negar i transcendir el seu context. Les varietats d'aquesta resistència són de capacitat negativa. A diferència d'altres teories de l'estructura i l'agència, la capacitat negativa no redueix l'individu a un simple actor que només posseeix la doble capacitat de compliment o rebel·lió, sinó que el veu com a capaç de participar en una varietat d'activitats d'autoempoderament.[18]